# Noé-les-Mallets
Pour les articles homonymes, voir Noé et Mallet.
Noé-les-Mallets (précédemment Noë-les-Mallets) est une commune française située dans le département de l'Aube, en région Grand Est.

## Géographie
|          | Éguilly-sous-Bois | Vitry-le-Croisé |
| Chacenay | Noé-les-mallets   | Saint-Usage     |
|          | Essoyes           | Fontette        |

### Hydrographie
La commune est dans la région hydrographique « la Seine de sa source au confluent de l'Oise (exclu) » au sein du bassin Seine-Normandie. Elle est drainée par le ru de Noë et divers autres petits cours d'eau,.

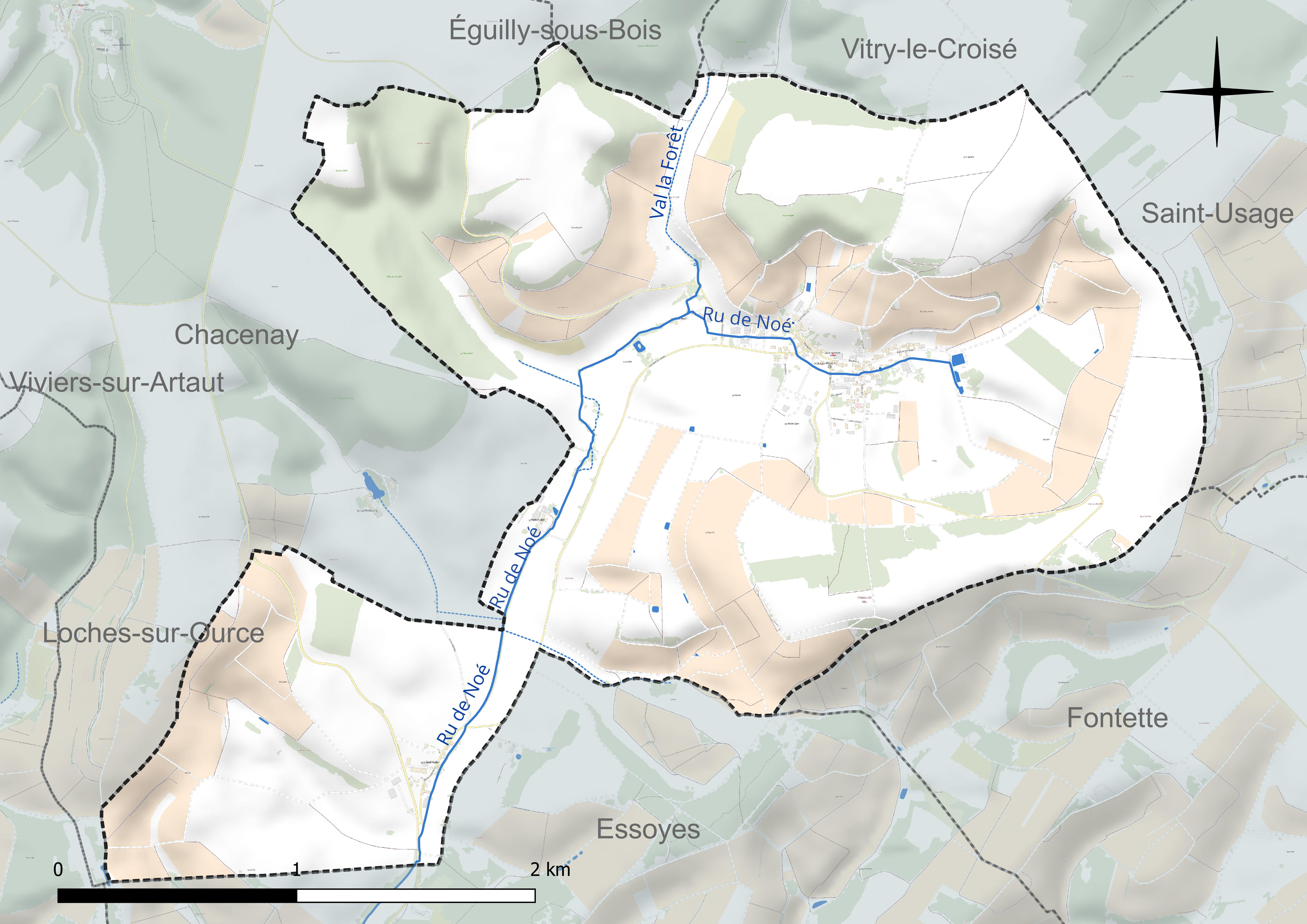
Réseau hydrographique de Noé-les-Mallets.

### Climat
Pour des articles plus généraux, voir Climat du Grand Est et Climat de l'Aube.
En 2010, le climat de la commune est de type climat des marges montargnardes, selon une étude du Centre national de la recherche scientifique s'appuyant sur une série de données couvrant la période 1971-2000. En 2020, Météo-France publie une typologie des climats de la France métropolitaine dans laquelle la commune est exposée à un climat océanique altéré et est dans la région climatique Lorraine, plateau de Langres, Morvan, caractérisée par un hiver rude (1,5 °C), des vents modérés et des brouillards fréquents en automne et hiver.
Pour la période 1971-2000, la température annuelle moyenne est de 10,3 °C, avec une amplitude thermique annuelle de 16,4 °C. Le cumul annuel moyen de précipitations est de 878 mm, avec 13 jours de précipitations en janvier et 8,8 jours en juillet. Pour la période 1991-2020, la température moyenne annuelle observée sur la station météorologique de Météo-France la plus proche, « Cunfin_sapc », sur la commune de Cunfin à 10 km à vol d'oiseau, est de 11,0 °C et le cumul annuel moyen de précipitations est de 900,4 mm. 
La température maximale relevée sur cette station est de 41 °C, atteinte le 31 juillet 1983 ; la température minimale est de −21 °C, atteinte le 17 janvier 1985,,.
Les paramètres climatiques de la commune ont été estimés pour le milieu du siècle (2041-2070) selon différents scénarios d'émission de gaz à effet de serre à partir des nouvelles projections climatiques de référence DRIAS-2020. Ils sont consultables sur un site dédié publié par Météo-France en novembre 2022.

## Urbanisme

### Typologie
Au 1er janvier 2024, Noé-les-Mallets est catégorisée commune rurale à habitat dispersé, selon la nouvelle grille communale de densité à 7 niveaux définie par l'Insee en 2022.
Elle est située hors unité urbaine et hors attraction des villes,.

### Occupation des sols
L'occupation des sols de la commune, telle qu'elle ressort de la base de données européenne d’occupation biophysique des sols Corine Land Cover (CLC), est marquée par l'importance des territoires agricoles (85,9 % en 2018), une proportion sensiblement équivalente à celle de 1990 (86,4 %). La répartition détaillée en 2018 est la suivante : terres arables (43,7 %), cultures permanentes (29,4 %), forêts (10,5 %), zones agricoles hétérogènes (6,5 %), prairies (6,4 %), zones urbanisées (3,6 %). L'évolution de l’occupation des sols de la commune et de ses infrastructures peut être observée sur les différentes représentations cartographiques du territoire : la carte de Cassini (XVIIIe siècle), la carte d'état-major (1820-1866) et les cartes ou photos aériennes de l'IGN pour la période actuelle (1950 à aujourd'hui).

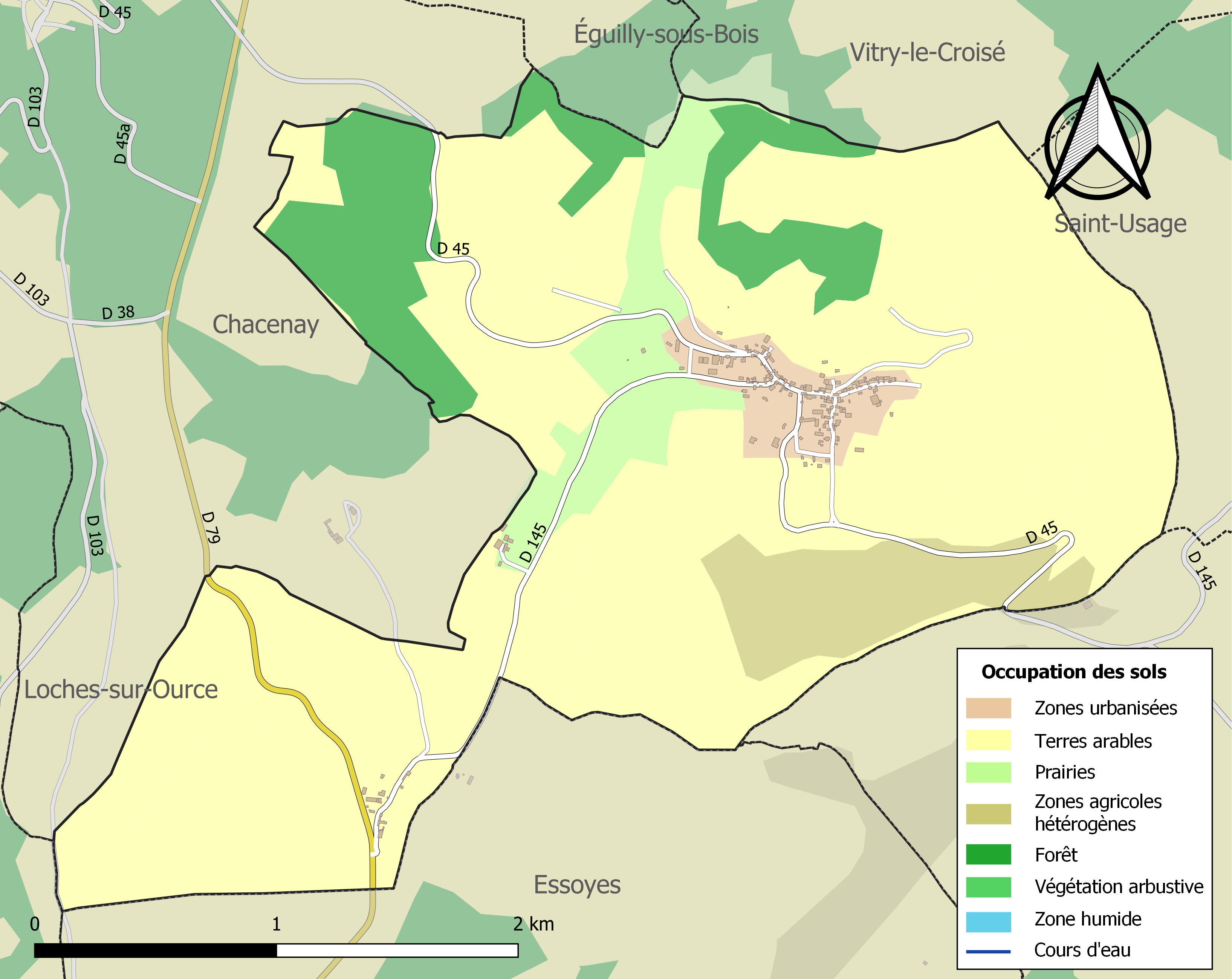
Carte des infrastructures et de l'occupation des sols de la commune en 2018 (CLC).

## Histoire

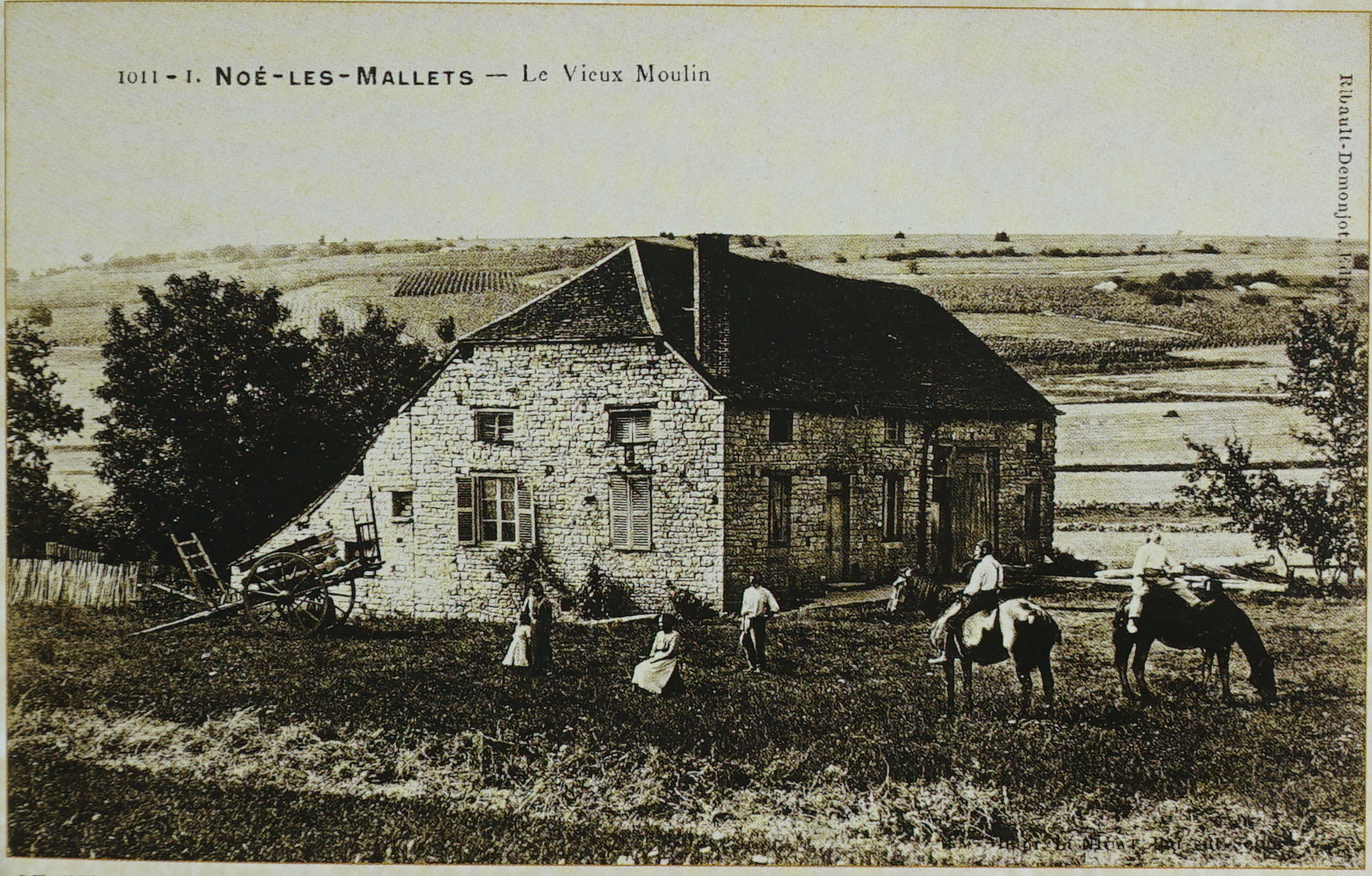
Ancienne ferme.

## Politique et administration
| Période                                  | Période  | Identité        | Étiquette    | Qualité                          |
| ---------------------------------------- | -------- | --------------- | ------------ | -------------------------------- |
| mars 1995                                | 2008     | Michel Mercuzot | DVD puis UMP | Agriculteur - conseiller général |
| mars 2008                                | En cours | Ghislaine Clair | DVD          | Agricultrice                     |
| Les données manquantes sont à compléter. |          |                 |              |                                  |

## Démographie
L'évolution du nombre d'habitants est connue à travers les recensements de la population effectués dans la commune depuis 1793. Pour les communes de moins de 10 000 habitants, une enquête de recensement portant sur toute la population est réalisée tous les cinq ans, les populations de référence des années intermédiaires étant quant à elles estimées par interpolation ou extrapolation. Pour la commune, le premier recensement exhaustif entrant dans le cadre du nouveau dispositif a été réalisé en 2006.

En 2022, la commune comptait 104 habitants, en évolution de −10,34 % par rapport à 2016 (Aube : +0,7 %, France hors Mayotte : +2,11 %).
| 1793 | 1800 | 1806 | 1821 | 1831 | 1836 | 1841 | 1846 | 1851 |
| ---- | ---- | ---- | ---- | ---- | ---- | ---- | ---- | ---- |
| 425  | 450  | 475  | 438  | 483  | 459  | 475  | 461  | 454  |

| 1856 | 1861 | 1866 | 1872 | 1876 | 1881 | 1886 | 1891 | 1896 |
| ---- | ---- | ---- | ---- | ---- | ---- | ---- | ---- | ---- |
| 407  | 400  | 394  | 378  | 342  | 334  | 346  | 331  | 308  |

| 1901 | 1906 | 1911 | 1921 | 1926 | 1931 | 1936 | 1946 | 1954 |
| ---- | ---- | ---- | ---- | ---- | ---- | ---- | ---- | ---- |
| 289  | 287  | 244  | 197  | 195  | 179  | 167  | 154  | 155  |

| 1962 | 1968 | 1975 | 1982 | 1990 | 1999 | 2006 | 2011 | 2016 |
| ---- | ---- | ---- | ---- | ---- | ---- | ---- | ---- | ---- |
| 163  | 146  | 150  | 137  | 142  | 137  | 125  | 116  | 116  |

| 2021 | 2022 | - | - | - | - | - | - | - |
| ---- | ---- | - | - | - | - | - | - | - |
| 108  | 104  | - | - | - | - | - | - | - |

## Économie
En 2010, la commune est classée par l'INSEE à la 219e place du revenu fiscal par ménage en France avec un revenu médian de 51 299 € par ménage.

## Culture locale et patrimoine

### Lieux et monuments
- Cadole érigée dans le vignoble.
- Église Saint-Pierre aux Liens de Noé-les-Mallets.

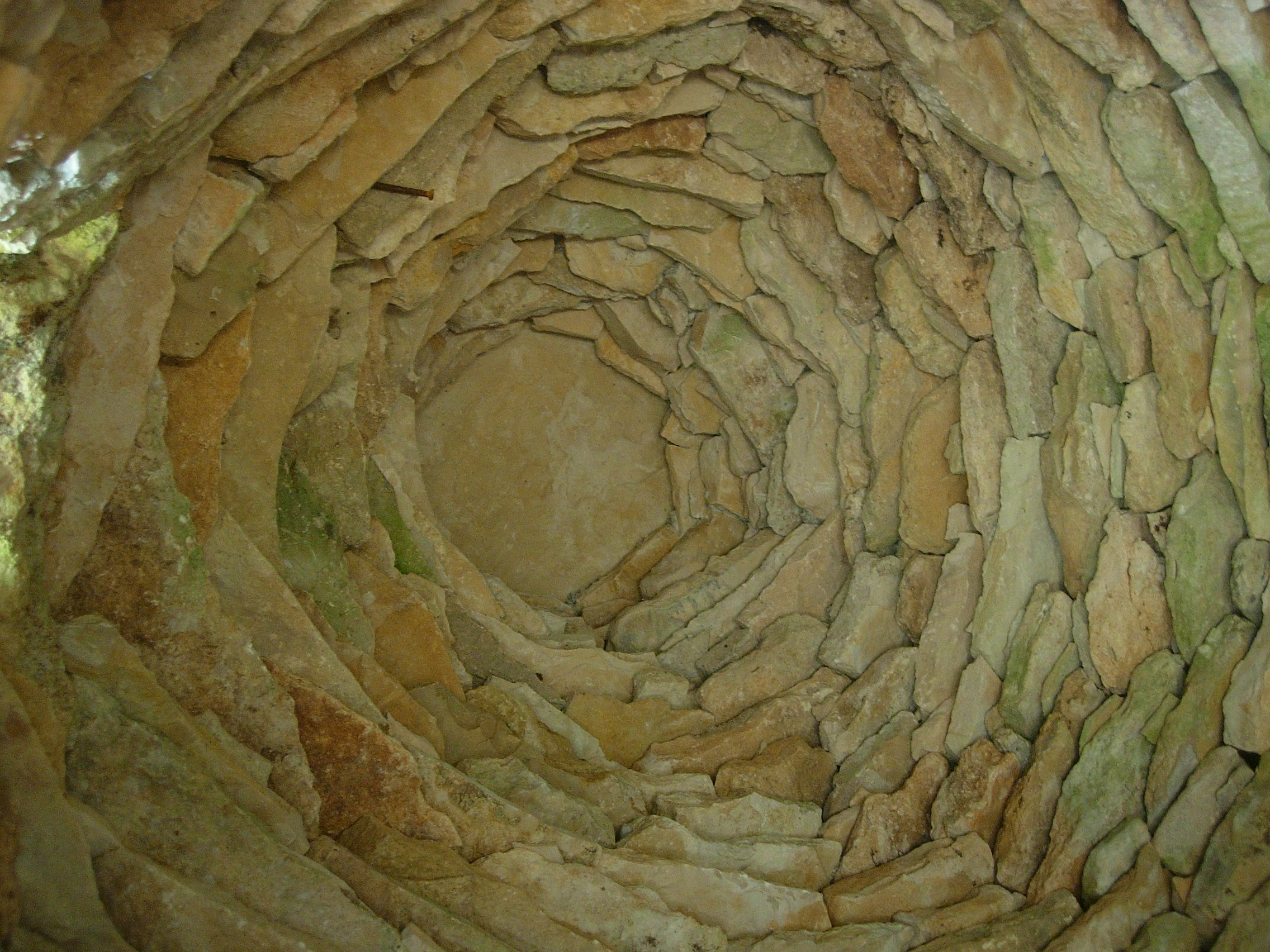
Toit de la cadole du plateau de Blu.
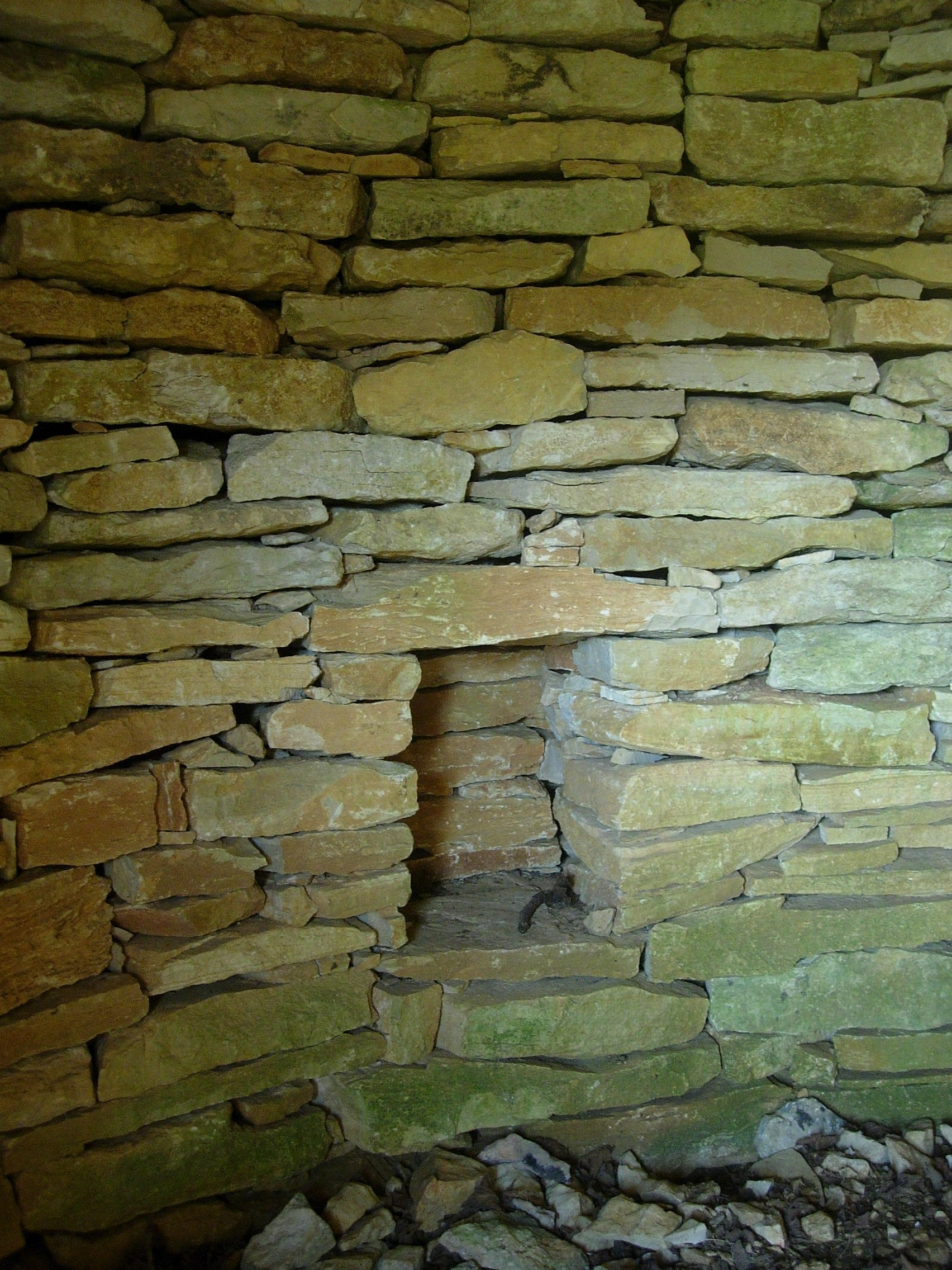
Intérieur de la cadole du plateau de Blu.

### Héraldique
| Blason de Noé-les-Mallets | Blason  | Parti : au 1er de gueules à l'épi de blé tigé et feuillé de deux pièces d'or, au 2e d'argent à la grappe de raisin de pourpre tigée et feuillée de deux pièces, le tout au naturel, à la lettre gothique « N » de sable brochant en pointe sur la partition, le tout sommé d'un chef d'azur chargé de trois chaînes de deux pièces et demies d'or posées en pal. |
| Blason de Noé-les-Mallets | Détails | Le blé pour l'agriculture, le raisin pour le vignoble, la lettre « N » pour la 1re lettre du nom de la commune et les chaînes pour Saint-Pierre-ès-Liens. Création de Jean-François Binon adoptée par la municipalité en 2014. |